# Enrique di Malacca
Enrique di Malacca (Sumatra, fine XV secolo – XVI secolo) è stato un viaggiatore malese, fu un nativo dell'arcipelago malese e divenne schiavo del viaggiatore portoghese Ferdinando Magellano, che accompagnò nei suoi viaggi come interprete.